# WTA Challenger Series 2017
In der folgenden Tabelle werden die Damenturniere der WTA Challenger Series der Saison 2017 dargestellt.
Auf dem Veranstaltungskalender des Jahres standen in dieser Kategorie acht Turniere.

## Turnierplan
| Datum                   | Ort       | Turnier                              | Preisgeld | Belag             | Siegerin Einzel   | Siegerinnen Doppel                   |
| ----------------------- | --------- | ------------------------------------ | --------- | ----------------- | ----------------- | ------------------------------------ |
| 17. – 26. April 2017    | Zhengzhou | Biyuan Zhengzhou Women’s Tennis Open | $125.000  | Hartplatz         | Wang Qiang        | Han Xinyun Zhu Lin                   |
| 6. – 11. Juni 2017      | Bol       | Bol Open                             | $125.000  | Sand              | Aleksandra Krunić | Chuang Chia-jung Renata Voráčová     |
| 5. – 10. September 2017 | Dalian    | Dalian Women’s Tennis Open           | $125.000  | Hartplatz         | Kateryna Koslowa  | Lu Jingjing You Xiaodi               |
| 6. – 12. November 2017  | Hua Hin   | Hua Hin Championships                | $125.000  | Hartplatz         | Belinda Bencic    | Duan Yingying Wang Yafan             |
| 6. – 12. November 2017  | Limoges   | Engie Open de Limoges                | $125.000  | Hartplatz (Halle) | Monica Niculescu  | Walerija Sawinych Maryna Zanevska    |
| 13. – 19. November 2017 | Taipeh    | Taipei OEC Open                      | $125.000  | Teppich (Halle)   | Belinda Bencic    | Weronika Kudermetowa Aryna Sabalenka |
| 20. – 26. November 2017 | Honolulu  | Hawaii Open                          | $125.000  | Hartplatz         | Zhang Shuai       | Hsieh Shu-ying Hsieh Su-wei          |
| 20. – 26. November 2017 | Mumbai    | L&T Mumbai Open                      | $125.000  | Hartplatz         | Aryna Sabalenka   | Victoria Rodríguez Bibiane Schoofs   |